# 加里·威尔逊
蓋瑞·威爾森（英語：Gary Wilson，1985年8月11日—），是來自英格蘭泰恩-威爾郡北泰因賽德沃爾森德的職業司諾克選手。
威爾森在2015年中國公開賽和2021年英國公開賽挑戰排名賽冠軍未果，在2022年蘇格蘭公開賽獲得第一個排名賽冠軍。

## 生涯決賽

### 排名賽決賽：5次（3次冠軍）
| 結果 | 次 | 年度 | 賽事         | 決賽中的對手  | 比數 |
| 亞軍 | 1. | 2015 | 中國公開賽   | 馬克·塞爾比   | 2–10 |
| 亞軍 | 2. | 2021 | 英國公開賽   | 馬克·威廉士   | 4–6  |
| 冠軍 | 1. | 2022 | 蘇格蘭公開賽 | 喬·奧康納     | 9–2  |
| 冠軍 | 2. | 2023 | 蘇格蘭公開賽 | 诺蓬·桑坎姆   | 9–5  |
| 冠軍 | 3. | 2024 | 威尔士公开赛 | 马丁·奥唐奈尔 | 9–4  |

### 非積分排名賽：2次（1次冠軍）
| 結果 | 次 | 年度 | 賽事             | 決賽中的對手   | 比數 |
| 亞軍 | 1. | 2003 | 挑戰巡迴賽–第2項 | Hugh Abernethy | 0–6  |
| 冠軍 | 1. | 2004 | 挑戰巡迴賽–第4項 | 金龍           | 6–4  |

### 團體賽決賽：1次
| 結果 | 次 | 年度 | 賽事           | 隊友     | 決賽中的對手         | 比數 |
| 亞軍 | 1. | 2007 | 世界混雙錦標賽 | Pam Wood | 喬·佩里 Leah Willett | 1–3  |

### 業餘決賽：4次（3次冠軍）
| 結果 | 次 | 年度 | 賽事                         | 決賽中的對手    | 比數 |
| 冠軍 | 1. | 2004 | IBSF世界21歲以下司諾克錦標賽 | Kobkit Palajin  | 11–5 |
| 冠軍 | 2. | 2012 | 英國業餘錦標賽               | 馬丁·奧唐納     | 10–9 |
| 冠軍 | 1. | 2012 | EBSA資格賽–比利時            | 埃利奧特·斯萊瑟 | 3–0  |
| 亞軍 | 1. | 2012 | IBSF世界司諾克錦標賽         | Mohammad Asif   | 8–10 |